# Kudzu
Kudzu (lat. Pueraria), rod dvosupnica iz porodice mahunarki. Postoji 16 priznatih vrsta, Kew navodi 18 korisnih, mirisnih, grmasth penjačica čija je domovina Azija.
U Hrvatskoj raste Pueraria thunbergiana ili Pueraria lobata, što su sinonimi za podvrstu P. montana var. lobata, poznata jednostavno kao kudzu. To je tvrdokorna puzavica koju je teško iskorijeniti. Ima gomolje koje koristi za ishranu, a živi u simbiozi s bakterijama koje prebacuju dušik iz zraka u oblik koji ona može da iskoristi.

## Galerija
- Gomolji kudzua
- cvijet kudzua

## Vrste
1. Pueraria alopecuroides Craib
2. Pueraria bella Prain
3. Pueraria bouffordii H.Ohashi
4. Pueraria calycina Franch.
5. Pueraria candollei Wall. ex Benth.
6. Pueraria edulis Pamp.
7. Pueraria garhwalensis L.R.Dangwal & D.S.Rawat
8. Pueraria grandiflora B.Pan bis & Bing Liu
9. Pueraria imbricata Maesen
10. Pueraria lacei Craib
11. Pueraria montana (Lour.) Merr.
12. Pueraria omeiensis F.T.Wang & Tang ex B.Pan bis, W.B.Yu & R.T.Corlett
13. Pueraria pulcherrima Merr. ex Koord.-Schum.
14. Pueraria sikkimensis Prain
15. Pueraria tuberosa (Roxb. ex Willd.) DC.
16. Pueraria xyzhui H.Ohashi & Iokawa